# Леопольд Мехелін
Леопольд (Лев) Хенрік Станіслав Мехелін (24 листопада 1839, Хаміна, Фінляндія — 26 січня 1914, м. Гельсінкі, Фінляндія) — фінський професор, державний діяч, сенатор та ліберальний реформатор. Провідний захисник автономії Великого князівства Фінляндії та прав жінок та меншин, уряд Мехеліна 1905—1908 рр. («Сенат Мехеліна») зробив Фінляндію першою нацією у світі з універсальним правом голосу і за час його перебування на посаді було введено свободу слова, преси та зборів.
Він також заснував Ліберальну партію Фінляндії (1880—1885), написав свою програму, був одним із засновників Союзу Банків Фінляндії 1862 р. (Нині частиною банку Nordea) та заснував компанію Nokia (1871 р.) З Фредріком Ідетам був першим головою міської ради Гельсінкі (1875—1876 і 1892—1899), а також міжнародним шановним експертом з політології та членом мирового руху. Імператор Олександр II нагородив дворянським титулом Мехеліна в 1876 році.
Мехелін керував пасивним опором у Фінляндії під час першого періоду пригноблення (1899—1905) до і навіть після його вигнання (1903), під час якого чиновникам довелося відпустити його як члена парламенту (1904), Мехеліна привітав радісний натовп з 10 000 осіб. На таємній зустрічі «Кагаалі» Мехелін написав клопотання щодо проекту фінів до російської армії, на якій зібрано майже 500 тисяч підписів. Його коаліція, конституція, закінчили проект через бойкот.

## Життєпис
Народився в Хаміні в 1839 році, син Густав Йогана Мехеліна і Аманди Густави Костіандер, Лео Мехелін навчався в Гельсінському університеті, отримав ступінь бакалавра та магістра з філософії в 1860 році, ступінь бакалавра права в 1864 році, а також ліцензію та докторантуру в 1873 році.
Будучи професором юрисдикції та політології 1874-82, Мехелін стверджував, що з царем були пов'язані старі конституційні закони з часу шведського правління Фінляндії (до 1809 р.), і тому підтвердив, що Фінляндія є окремою конституційною державою, якою цар міг керувати лише законом, тоді як у Росії він мав абсолютну владу. У періоди гніту цар намагався нав'язати неконституційні закони, проти яких Мехелін виступав проти. Невдачі в Росії та Фінляндії (1905), зрештою, змусили царя виконати листопадовий Маніфест, написаний Мехеліном. Це дозволило Мехеліну сформувати уряд (1905—1908) і перетворити Фінляндію на багато в чому першу ліберальну демократію (наприклад, у Новій Зеландії жінки вже мали право голосувати, але не проголосувати, а в Австралії — лише білі люди мали ці права) в 1906 році. У 1907 році були проведені перші всенародні вибори до однопалатного парламенту («eduskunta»), а 19 з його 200 перших членів були жінками. Проте конституційні органи всіх партій не отримали більшість місць, і цар усвідомив, що може продовжувати пригнічення, починаючи з другого періоду гніту (1908—1917). Після смерті Мехеліна (1914 р.) дві революції в Росії дозволили Фінляндії оголосити про свою незалежність (1917 р.), А молодші колеги Мехеліна змогли завершити свою роботу.
Nokia, колись провідна світова корпорація мобільних телефонів, була заснована Мехеліном та його студентськими друзями в сусідньому будинку Фредріка Ідестама як лісогосподарська компанія. Пізніше бажання Мехеліна розширюватися в бізнесі з електроенергетичну галузь спочатку заважала опозиція Ідетама, але Мехелін зумів переконати більшість акціонерів у своїх планах і став головою компанії (1898—1914 рр.), щоб реалізувати свої бачення.
Мехелін також був активним у громадянському суспільстві та президентом нинішнього університету мистецтва та дизайну Хельсінкі та Фінського художнього товариства. Будучи політиком, він завжди був високо поважався серед усіх партій та громадян, хоча після розпуску Ліберальної партії (1885) він ніколи не входив в жодну партію.

## Галерея

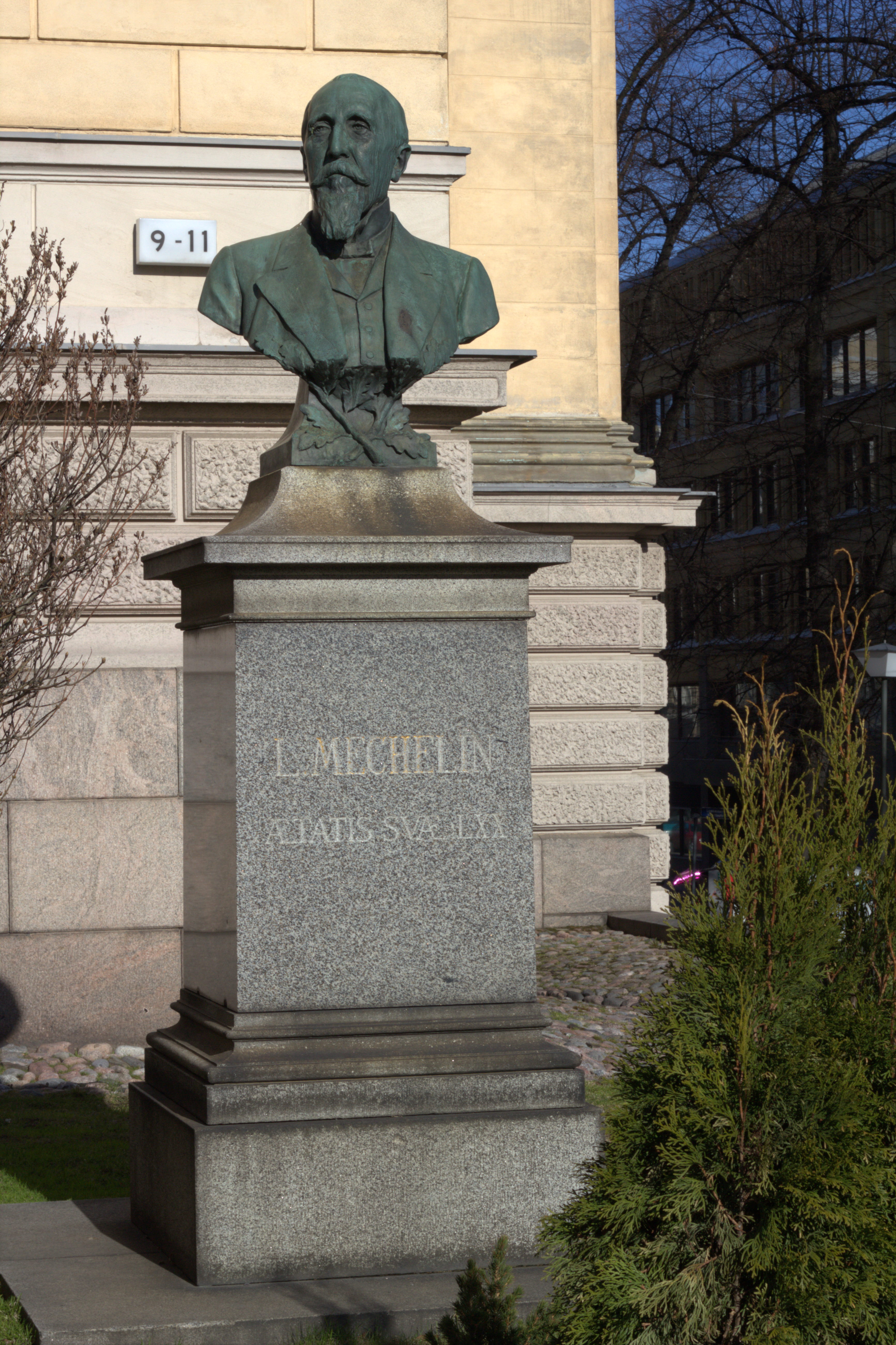
Статуя Мехеліна, роботи Валтера Рунеберга зведена в 1943 році перед Палатою держави Фінляндії
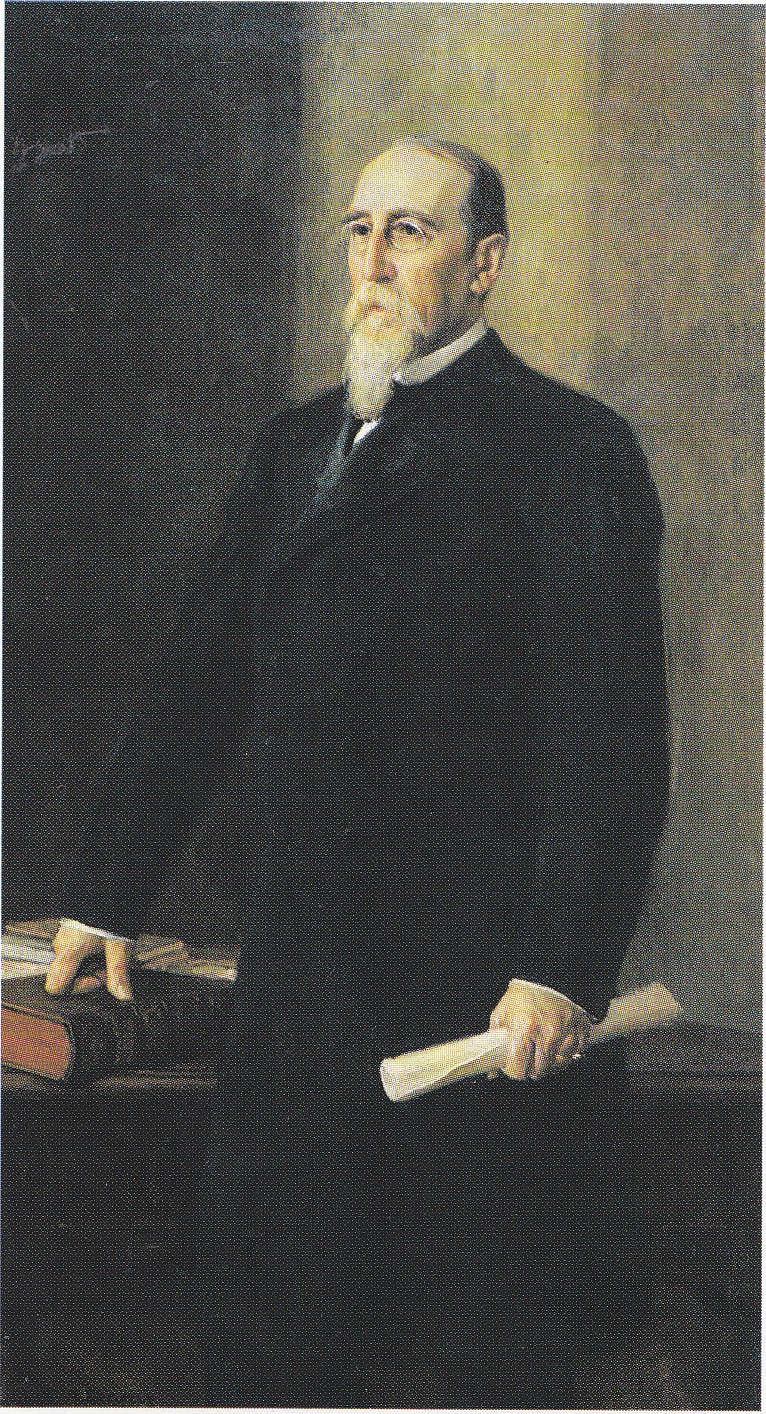
Портрет Лео Міхеліна, написаний Альбертом Едельфельтом в 1901 році.

## Праці

### французькою
- Précis du droit public du Grand-Duché de Finlande, J. C. Frenckell
- La Constitution du Grand-Duché de Finlande, Société nouvelle de librairie et d'édition
- Documents concernant un conflit entre les gouvernements de Russie et de Finlande. 1909, J. Simelii, 28 p.

### шведською
- Öfversigt af svenska riksrådets statsrättsliga ställning från Gustaf I till 1634 (thèse de doctorat). 1873
- Om statsförbund och statsunioner I (thèse de professorat). 1873
- Storfurstendömet Finlands grundlagar jemte bihang. 1876
- Kort framställning af Storfurstendömet Finlands statsförfattning och förvaltning. 1885
- Står Finlands rätt i strid med Rysslands fördel?: ett inlägg i tidens frågor . 1890
- Finland i 19de seklet: framstäldt i ord och bild af finska skriftställare och konstnärer. 1893 (ed.)
- Finlands grundlagars innehåll. 1896
- Olika meningar i rysk-finska frågor: en granskande öfversikt. 1908
- Den ryska lagen af den 17 (30) juni 1910. 1910
- Valda tal: högtids- och minnestal. 1915

### німецькою
- Das Staatsrecht des Grossfürstenthums Finnland. Fribourg 1889

### фінською
- Öfversigt af svenska riksrådets statsrättsliga ställning från Gustaf I till 1634 (tohtorinväitöskirja). 1873
- Om statsförbund och statsunioner I (professorinväitöskirja). 1873
- Storfurstendömet Finlands grundlagar jemte bihang. 1876 (suom. Suomen suuriruhtinaskunnan perustuslait ynnä liite)
- Kort framställning af Storfurstendömet Finlands statsförfattning och förvaltning. 1885
- Précis du droit public du Grand-Duché de Finlande. 1886
- Das Staatsrecht des Grossfürstenthums Finnland. Freiburg 1889
- Står Finlands rätt i strid med Rysslands fördel?: ett inlägg i tidens frågor . 1890 (suom. Ovatko Suomen oikeudet ristiriidassa Venäjän etujen kanssa?: nykyajan asioista)
- Finland i 19de seklet: framstäldt i ord och bild af finska skriftställare och konstnärer. 1893 (toim.) (suom. Suomi 19:llä vuosisadalla: suomalaisten kirjailijain ja taiteilijain esittämä sanoin ja kuvin)
- Finlands grundlagars innehåll. 1896 (suom. Suomen perustuslakien sisällys)
- La Constitution du Grand-Duché de Finlande. 1900
- Olika meningar i rysk-finska frågor: en granskande öfversikt. 1908 (suom. Eri mielipiteitä venäläis-suomalaisista kysymyksistä: tarkasteleva katsaus)
- Documents concernant un conflit entre les gouvernements de Russie et de Finlande. 1909
- Den ryska lagen af den 17 (30) juni 1910. 1910 (suom. Venäjän laki kesäkuun 17 (30) päivältä 1910)
- Valda tal: högtids- och minnestal. 1915